# Paul O’Neill (Produzent)

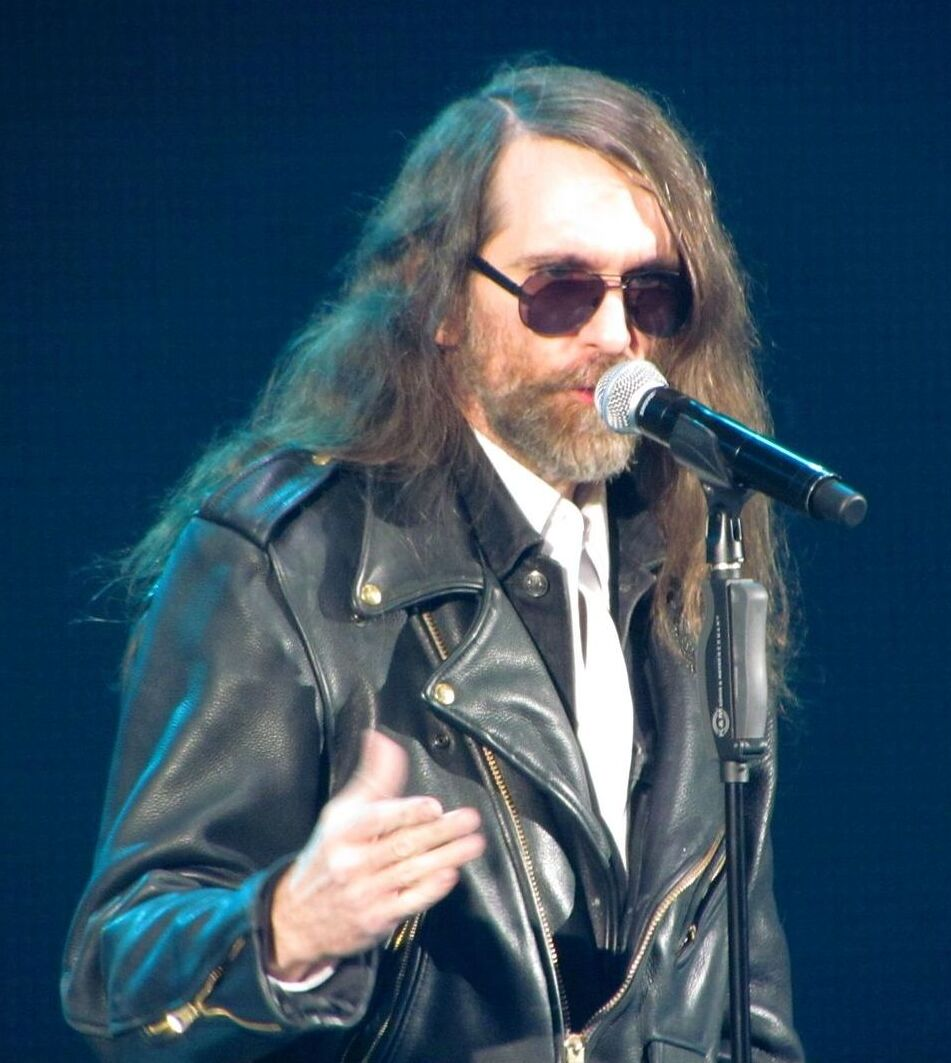
Paul O’Neill, 2011

Paul O’Neill (* 23. Februar 1956 in New York City; † 5. April 2017) war ein US-amerikanischer Komponist, Texter, Musikproduzent und Gitarrist, der vor allem durch seine Arbeit mit der Heavy-Metal-Band Savatage und dem Trans-Siberian Orchestra bekannt wurde.

## Karriere
O’Neill begann seine Karriere zunächst als Gitarrist in kleineren Bands, bis er mit ungefähr 20 Jahren als Tourgitarrist für die Musicals Jesus Christ Superstar und Hair den Schritt in das professionelle Musikgeschäft wagte. Zwischen 1980 und 1985 arbeitete er bei Leber-Krebs inc., einer Musikproduktionsfirma, die unter anderem Bands wie Aerosmith, AC/DC oder Michael Bolton produzierte. In den 1980er Jahren arbeitete er vor allem als Rockpromoter in Japan.
1986 begann er, sich voll und ganz auf das Songwriting und Produzieren zu konzentrieren. Er produzierte zum Beispiel das Aerosmith-Album Classics live I and II und das Savatage Album Hall of the Mountain King. In der weiteren Zusammenarbeit mit Savatage entwickelte er einen eigenen Stil der Rockoper, die in den Alben Streets – A Rock Opera und Dead Winter Dead deutlich wurde.
Zusammen mit Jon Oliva und Robert Kinkel gründete er das Trans-Siberian Orchestra, ein Musikprojekt, welches Elemente der klassischen mit der Rockmusik kombiniert. Für diese Band ist er Produzent, Co-Komponist und Texter.
Er verstarb an einer chronischen Krankheit.